# Локомотив (футбольный клуб, Синыйджу)
«Локомотив» (хангыль: 기관차체육단; ханча: 機關車體育團; Kigwancha) — футбольный клуб из Корейской Народно-Демократической Республики, базирующийся в городе Синыйджу. Выступает в Северокорейской футбольной лиге.

## История
Команда «Локомотив» (кор. «Кигванчха») образована в январе 1956 года. Во второй половине 1990-х годов «Локомотив» не знал себе равных в северокорейском футболе — команда 5 раз подряд (в 1996—2000 гг.) становилась чемпионом КНДР. В дальнейшем команда не завоёвывала чемпионских титулов, оставаясь одним из сильнейших клубов страны.
Цвета команды — достоверно информацию о цветах формы и эмблему команды найти сложно. Исходя из герба города Синыйджу (белый лотос на голубом диске) можно сделать вывод, что одним из цветов команды может быть белый. Также среди цветов клуба присутствует красный, поскольку это довольно популярный цвет у железнодорожных команд, к тому же красный цвет имеет и революционный подтекст. На немногочисленных фотографиях на поле футболисты выступают в красных футболках с белой отделкой, а запасным вариантом является синяя форма с красными гетрами. В сети интернет существуют также изображения спортсменов, зачитывающих поздравление с 50-летием клуба — они стоят в тренировочных костюмах чёрного цвета с красной и белой отделкой.

## Достижения
- Чемпион КНДР (6): 1996, 1997, 1998, 1999, 2000, 2016
- Орден Государственного флага 1 степени[3]
- Орден Ким Ир Сена[3]

## Известные игроки
- Ли Чхан Мён
- Пак Чхоль Рён